# Retrato de Gérard de Lairesse
El Retrato de Gérard de Lairesse es una pintura al óleo de 1665-1667 realizado por Rembrandt. Es un retrato del pintor Gérard de Lairesse que sostiene un documento. Pertenece a la colección del Museo Metropolitano de Arte de Nueva York.

## Descripción
Este retrato entró en la colección del museo a través del legado de Robert Lehman.
La pintura fue documentado por Hofstede de Groot en 1914, que escribió: 

"658. Gerard De Lairesse (11 de septiembre de 1640 - 21 de julio de 1711), pintor, de tres cuartos de longitud; de tamaño natural Sentado en un sillón, girado hacia la izquierda y mirando al espectador, su mano izquierda descansa sobre el brazo del sillón, sosteniendo un papel, su mano derecha está sumergida debajo de su chaqueta junto a su pecho. Sus abundantes rizos caen en el ancho y liso cuello de tela blanca, que tiene dos borlas, lleva una chaqueta oscura con una capa negra sobre ella y un gran sombrero de fieltro de ala ancha. La identificación sugerida por Schmidt Degener se basa en la gran similitud entre este retrato y el de Retrato del artista de Arnold Houbraken en Groote Schouburgh. La evidencia adicional puede encontrarse en el hecho de que Lairesse, -igual que se aprecia en el modelo de l retrato- se dice que había sido un sifilítico; cf. Houbraken, 285. firmado "Rembrandt f. 1663" (o 1665, de acuerdo con Degener); lienzo, 44 1/2 pulgadas por 34 1/2 pulgadas mencionado por Bode, Jahrbuch der Königlichen Preußischen Kunst-Sammlungen, xxix p 181;.. F. Schmidt Degener, Onze Kunst , xxiii. 1913, p 117. expuesto en Berlín, 1909, N ° 110. Las ventas. Ämsterdam, 16 de junio de 1802, No. 144 (94 florines, Lafontaine). Londres, 13 de junio, 1807, N ° 16 (25 £); Londres, cerca de 1908. En posesión de Lewis y Simmons, Londres. En la colección de Leopold Koppel, Berlín."

Koppel todavía poseía la pintura en 1935, cuando se vio obligado a desprenderse de todos sus intereses debido a la arianización de las empresas alemanas en Berlín bajo Hitler. De acuerdo con el MET, la pintura fue consignada a M. Knoedler y Co , Nueva York por Albert L. Koppel, el 1 de octubre de 1943. Knoedler posteriormente lo adquirió el 27 de abril de 1945, tras lo cual fue comprado por Robert Lehman.